# 西谷三四郎
西谷 三四郎（にしたに さんしろう、1914年8月24日 - 1994年1月25日）は、日本の精神医学者。
徳島県阿波市生まれ。旧姓・吉田。1943年千葉医科大学卒業、1950年学位論文「頭部通電の重積による精神障碍の研究」で金沢大学より医学博士の学位を取得。。 金沢大学医学部助手、1948年国立金沢病院精神科医長、1959年東京教育大学教授、筑波大学教授、1978年定年退官、東京教育大学名誉教授、1981-85年文教大学教授。1963年11月に榊原清、尾島碩心らとともに一般社団法人日本特殊教育学会を創立した。

## 著書
- 『精神衛生』金子書房 教育文庫 1952
- 『精神薄弱の医学』創元社 創元医学新書 1960
- 『世界の精薄教育』日本文化科学社 特殊教育双書 1967
- 『教育と精神衛生』創元社 創元医学新書 1971
- 『精神薄弱の医学と教育』福村出版 1978
- 『精神の生理と病理』福村出版 1979
- 『精神衛生』福村出版 1980
- 『人間のこころ 人間教育への視点』国土社 1982
- 『障害児治療教育の源流』全国心身障害児福祉財団 1986

### 共編著
- 『臨床心理学』懸田克躬共編 誠信書房 心理学叢書 1958
- 『普通学校における特殊学級の指導』編 明治図書出版 1960
- 『精薄児教育 指導細案とその展開』編著 明治図書 1963
- 『講座特殊学級経営』編 明治図書出版 1969
- 『最新心身障害教育・福祉講座 心身障害の医学と心理学』小出進共編集 日本図書文化協会 1978
- 『現代精神医学大系 第16巻 C 精神遅滞 3』上出弘之,高橋良編集 共著 中山書店 1980

### 翻訳
- ゴールドシュタィン『人間 その精神病理学的考察』誠信書房 1957

## 論文
- 「精神薄弱児の人格構造」 『教育心理研究』 第14巻 11号 1939
- 「不良少年の類型とその力学的特性」 『心理学研究』 第14巻 6輯 1939
- 「性格異常児」 『児童心理叢書 V. 特殊児童の心理』 金子書房 1948
- 「精神分裂病と言語障碍」 『心理学研究』 第19巻 3・4合併号 1949
- 「精神薄弱児」 『教育大学講座 29. 特殊教育』 金子書房 1951
- 「精神的治療」 『教育心理学講座 1. 適応の心理』 金子書房 1952
- 「頸部通電痙攣の重積に伴う大脳機能障碍の臨床的研究」 『精神神経学雑誌』 第54巻 1号 1952
- 「精神薄弱児」 『教育研究事典』 金子書房 1954
- 「特殊教育・日本における最近の研究」 矢田部達郎ほか監修 『現代心理学の展望』 角川書店 1957
- 「特殊児童の指導」 『教育心理実験講座 7. 生活指導の心理』 岩崎書店 1958
- 「特殊児童の性格」 『性格心理学講座 4. 性格の異常と指導』 金子書房 1960